# Statuenmenhir von Ca l’Estrada

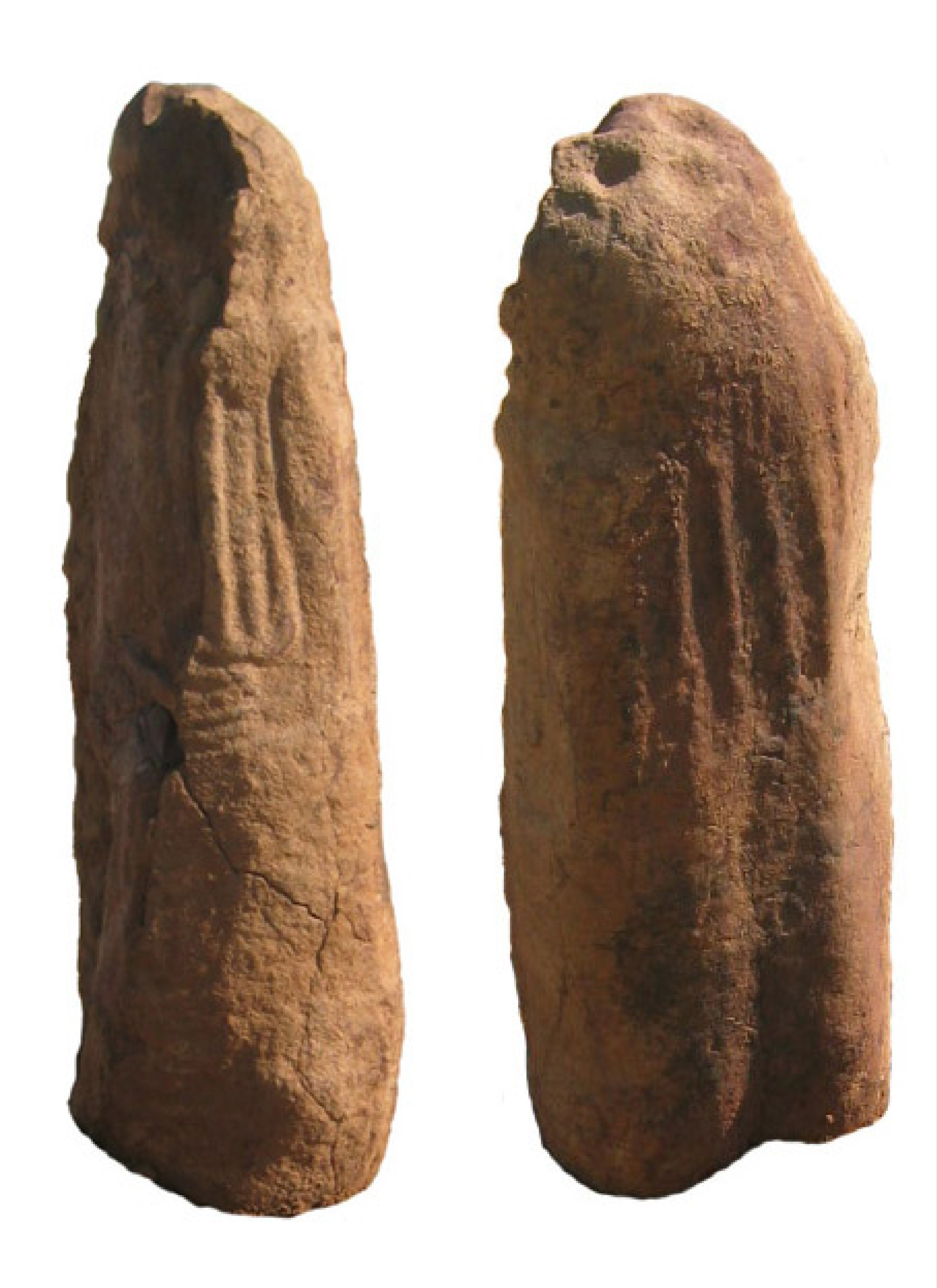
Statuenmenhir von Ca l’Estrada

Der Statuenmenhir von Ca l’Estrada ist ein 2004 in Ca l’Estrada bei Canovelles in der Comarca Vallès Oriental in Katalonien in Spanien entdeckter Statuenmenhir. Es ist eine etwa 93 Zentimeter hohe, anthropomorphe Steinfigur. Die Bildseite ist nicht in ihrer Gesamtheit erhalten. Interessant sind die Ähnlichkeiten der Figur mit den Statuenmenhiren des Rouergue-Typs im Südosten Frankreichs, die eine Datierung des Statuenmenhirs von Ca l’Estrada auf 3300–2200 v. Chr. wahrscheinlich machen. Er ist heute Teil der Sammlung des Granollers Museums.

Comarca Vallès Oriental

Bei Arbeiten an der Nordumgehung der Gemeinde Canovelles wurde die archäologische Fundstätte Ca l’Estrada mit Überresten aus der prähistorischen, antiken und mittelalterlichen Zeit entdeckt. Der Menhir von Ca l’Estrada besteht aus einem rötlichen Sandsteinblock. Im oberen Bereich sind Strukturen erhalten, die Darstellung des Kopfes sein können. Auf der Rückseite sind feine Linien und Falten vorhanden, die dem Haar oder einem Fell entsprechen. Eine Hand oder einen Arm sind durch vertikale Linien gekennzeichnet, die auch als Zepter oder Waffe interpretiert werden. Obwohl sich die verschiedenen Elemente und Motive primär auf Statuenmenhire der Rouergue-Gruppe beziehen, bestimmen auch Elemente, die in Dolmen und bei Menhiren Kataloniens gefunden wurden, die Darstellung. 
In Bezug auf Ähnlichkeiten fallen  unter den Menhiren Kataloniens auf:
- Menhir von Castellruf in Santa Maria de Martorelles.
- La Pedra Llarga in Palau-solità in Plegamans
- La pedra Serrada in Parets
- La Pedra in Llinars
- La Pedra in Montmeló

Von ihnen wird angenommen, dass sie eine rituelle Funktion hatten, die wahrscheinlich mit einem Wasserkult zusammenhängt.
Von den Kulturdenkmälern in der Nähe sind die Dolmen Pedra Gentil in Vallgorguina und der Dolmen Pedra de l'Arca beim Menhir de Can Freginals in Vilalba Sasserra zu erwähnen.